# Gyévuska
A Gyévuska eredetileg egy orosz népdal. Eredeti címe: Огонёк (=tűz, tüzecske). Hangszerelését Blantyer végezte, szövegét Iszakovszkij írta. A dal Oroszországban is és Magyarországon is népszerű volt. ISWC azonosítója T-007.201.505-4 (ARTISJUS agency code 009)

## Alkotók
- Matvej Blantyer  Матвей Исаакович Блантер, zene
- Mihail Iszakovszkij Михаил Васильевич Исаковский, eredeti szöveg
- Pártos Jenő, magyar szöveg

## Magyar előadók
- Karády Katalin
- Mezey Mária

## Története
A háború alatt az orosz katonáknál mindig kéznél volt a tangóharmonika. Amikor pihentek, érzelmes és hazafias dalokat énekeltek. A háború után vált lehetővé Magyarországon megismerni Blantyer, Dunajevszkij, és más szerzők műveit; a Katyusa dallamát hasonlóképpen.

### Iszakovszkij szövegének szabad fordítása
Az ogonyok szó jelenthet lángot, tüzet, szikrát, parazsat. A dalban a szerző lángra lobban egy szép lányért:
Majd, ha odavezetem (t.i. az oltárhoz)
Minden megvalósul, amire vágyom
A gyűlölt ellenséget megverem
Szeretett hazámért
És hazámban a kicsiny Parázsért

### Mezey Mária előadásában
Egy kis kápolna ajtaján ketten átsuhanunk,
Halkan suttogó, kis babám, ez a legszebb napunk,
A kis oltárhoz érkezünk, zúg az orgona még...
Gyévuska, egy az életünk, vigyázott ránk az ég!
A különbség érthető. Az eredeti szöveget a második világháború alatt írták. A magyar szöveget viszont röviddel utána. Pártos Jenő, aki többek között Dankó-nóták szövegírója is volt, aktualizálta a szöveget magyar ízlés szerint.

## Kiadások
- 1979 LPX 17606 Pepita  Karády Katalin  Gyűlölöm a vadvirágos rétet